# Héctor Basaldúa
Héctor Basaldúa (Pergamino, provincia de Buenos Aires, 29 de septiembre de 1895-Buenos Aires, 21 de febrero de 1976) fue un pintor, grabador, litógrafo y escenógrafo argentino.

## Primeros años
Estudió de pequeño con el pintor italiano Augusto Bolognini e ingresa en la Academia Nacional de Bellas Artes. Después de recibirse de profesor de dibujo, obtiene una beca  del gobierno de la provincia de Buenos Aires para perfeccionarse en Europa. En París ingresa a la Academia Moderna, donde tiene como profesor a Charles-François Guérin. 
En su estadía en París, se encuentra con otros pintores argentinos: Antonio Berni, Lino Enea Spilimbergo, Raquel Forner y Aquiles Badi, entre otros, y forman el llamado Grupo de París. Con Badí participa en el Salón de los Independientes de París. Toma clases con André Lhote y, hacia 1930, regresa a Argentina e ilustra Los consejos del Viejo Vizcacha, sobre el personaje del Martín Fierro.

## Trabajos y premios más importantes
En 1931 realiza la escenografía de "Las bodas de Fígaro" en el Teatro Colón y al año siguiente ilustra "El Fausto" de Estanislao del Campo y es designado Director Escenógrafo del Teatro Colón.
1937: obtiene el  Primer Premio de Escenografía de la Comisión de Cultura, Gran Premio de Pintura, Gran Premio de Escenografía, en la Exposición Internacional de París y Primer Premio en el Salón de Rosario.
1938: obtiene la beca de la Comisión de Cultura para perfeccionar sus conocimientos de técnica teatral en Alemania, Francia e Italia. Se edita el libro "Escenografías de Héctor Basaldúa".
1949: recibe el Premio Palanza y expone en los años subsiguientes en Galería Bonino.
1956: reasume la Dirección Escenográfica en el Teatro Colón y es nombrado miembro de número de la Academia Nacional de Bellas Artes. 
Recibe el Gran Premio de Honor en el Salón Nacional de Artes Plásticas.
1957: recibe el Gran Premio Adquisición en la Bienal Americana del Museo Caraffa de Córdoba.
1958-9: es nombrado Director del Fondo Nacional de las artes y recibe el Premio ESSO.
1967: se realiza una gran retrospectiva de su obra en la Galería Ross en Rosario.
Sus obras figuran en los principales museos argentinos y del exterior como el Museo de Arte Moderno y el Museo Brooklyn de Nueva York, entre otros. Fue nombrado miembro de número de la Academia Nacional de Bellas Artes.
En 1979 le fue dedicado el filme El Fausto criollo dirigido por Luis Saslavsky.